# 直隶巡抚
直隶巡抚，為清朝初期設立的一個巡撫職位。

## 沿革
清朝順治元年，在直隶設立顺天巡抚、天津巡抚、保定巡撫、宣府巡抚，先后裁撤。順治十八年改保定巡撫為直隸巡撫。雍正二年改直隶巡抚为直隶总督，直隶巡抚裁撤。
历任巡抚
- 王登聯（1660年—1666年）
- 甘文焜（1666年—1668年）
- 金世德（1668年—1680年）
- 于成龍（1680年—1682年）
- 格尔古德（1682年—1684年）
- 阿哈达（1684年—1685年）
- 崔澄（1685年—1686年）
- 小于成龙（1686年—1690年）
- 郭世隆（1690年—1695年）
- 沈朝聘（1695年—1698年）
- 小于成龙（1698年）
- 李光地（1698年—1705年）
- 赵宏燮（1705年—1722年）
- 赵之桓（1722年—1723年）
- 李維鈞（1723年—1724年）